# Dyscrasie
En médecine ancienne et moderne, la dyscrasie désigne des troubles variés. 
Le mot a des racines grecques anciennes et signifie « mauvais mélange ». Le concept de crase (κρασία) a été développé par le médecin grec Galien (129-216 après J.-C.), qui a élaboré un modèle de santé et de maladie comme une structure d'éléments, de qualités, d'humeurs, d'organes et de tempéraments (basé sur l'humorisme antérieur). La santé était comprise dans cette perspective comme une condition d’harmonie ou d’équilibre entre ces composants de base, appelée eucrasie (εὐκρασία / eukrasia). La maladie était interprétée comme une disproportion des fluides corporels ou des quatre humeurs : le flegme, le sang, la bile jaune et la bile noire. 
Le déséquilibre a été appelé dyscrasie (δυσκρασία / dyskrasía). En médecine moderne, le terme est encore parfois utilisé dans un contexte médical pour désigner un trouble non spécifié du sang, comme les dyscrasies plasmocytaires (en).

## Utilisation ancienne
Pour les Grecs, la dyscrasie signifiait un déséquilibre des quatre humeurs : le sang, la bile noire, la bile jaune et l'eau (les glaires). On croyait que ces humeurs existaient dans le corps et que tout changement dans l’équilibre entre les quatre était la cause directe de toutes les maladies. Véronique Boudon-Millot affirme cependant que la crase galénique était une crase des qualités primaires : chaud, froid, sec et humide.
Ce qui est similaire aux concepts d'humeurs corporelles dans la tradition médicale tibétaine et dans le système ayurvédique indien, qui relient tous deux la santé et la maladie à l'égalité (Skt. samatā) ou à l'inégalité (Skt. viṣamatā) des quantités de trois (ou quatre) humeurs corporelles, généralement traduites par vent, bile et flegme (et sang).

## Utilisation moderne
Le terme est encore parfois utilisé dans des contextes médicaux pour désigner un trouble non spécifié du sang. Plus précisément, elle est définie dans la médecine actuelle comme un état général morbide résultant de la présence de matériel anormal dans le sang, généralement appliqué aux maladies affectant les cellules sanguines ou les plaquettes. Des signes de dyscrasie peuvent être présents avec un nombre de globules blancs (GB) supérieur à 1 000 000. 
La « dyscrasie des plasmocytes (en) » est parfois considérée comme synonyme de paraprotéinémie ou de gammapathie monoclonale.
Les antagonistes des récepteurs H2, tels que la famotidine et la nizatidine, utilisés pour le traitement des ulcères gastroduodénaux, sont connus pour provoquer une dyscrasie sanguine, conduisant à une insuffisance de la moelle osseuse chez 1 patient sur 50 000[réf. nécessaire].